# Директива за правоприлагане
Директива 2004/48/ЕО на Европейския Парламент и на Съвета от 29 април 2004 година относно упражняването на права върху интелектуалната собственост (известна също като „(IPR) Директива за правоприлагане или „IPRED“) е директива на Европейския съюз в областта на правото за интелектуалната собственост, приета съгласно разпоредбите на вътрешния пазар на Договора от Рим. Директивата обхваща само гражданските средства за защита – без наказателните такива.
Съгласно член 3(1) държавите членки могат да бъдат наказани/санкционирани в Европейския съд, ако техните граждански процедури при нарушаване на правата върху интелектуалната собственост са „ненужно сложни или скъпи, или са свързани с неразумни срокове или неоправдани забавяния“. Иначе директивата хармонизира правилата относно правното положение на страните (по делото), доказателствата, мерките за съхраняване на доказателства (обезпечителни мерки), запор и възбрана, обезщетение за вреди и съдебни разноски и публикуване на съдебни решения.

## Предмет и обхват
Директивата изисква всички държави-членки да прилагат ефективни, възпиращи и пропорционални средства за защита и наказания срещу лица, ангажирани с фалшифициране и пиратство. Така целта на акта е да регулира упражняването на правата върху интелектуалната собственост, а не самите права. Директивата не засяга материалноправните разпоредби върху интелектуалната собственост, международните задължения на държавите-членки и националните разпоредби, които се отнасят за наказателните процедури и наказателното правоприлагане.
Предметът на Директивата е дефиниран в Член 1. Той се отнася за упражняване на правата върху интелектуалната собственост, които включват правата върху индустриалната собственост. Обхватът на Директивата е дефиниран в Член 2. Той се отнася за всички нарушения на правата на интелектуална собственост в законодателството на Общността и в националното законодателство без да изключва по-строга защита, каквато иначе могат да предоставят законодателството на Общността или националното законодателство.
Общото задължение в Директивата е да осигури средства за защита, необходими при упражняване на правата върху интелектуалната собственост. Те трябва да бъдат „справедливи“ и да не бъдат „сложни или скъпи, или да са свързани с неразумни срокове или неоправдани забавяния“. Освен това трябва да бъдат ефективни, пропорционални и разубеждаващи и да не действат като бариери за търговията.
Лицата, които имат право да търсят прилагане на тези средства за защита, са основно притежателите на права върху интелектуалната собственост, както и всяко лице, на което официално е разрешено да ползва това право, като притежателите на лицензии и права върху интелектуалната собственост. Органите за управление на колективните права и органите за професионална защита могат също да имат правото при определени обстоятелства.

## Доказателства
Раздел 2 на Директивата разглежда доказателствата. Член 6 дава правомощия на заинтересованата страна да предяви претенции за представяне на доказателства относно нарушение, които се намират под контрола на ответната страна. Единственото изискване е тази страна да представи „разумни налични доказателства, достатъчни за подкрепа на своите претенции“ пред съдебните органи. В случай на нарушение, извършено в търговски мащаб, държавите-членки предприемат необходимите мерки да осигурят представянето на банкови, финансови или търговски документи от ответната страна. И в двата случая поверителният характер на информацията трябва да бъде опазен.
Мерки за съхраняване на доказателства следва да са достъпни дори преди началото на производството. Член 7 постановява, че такива мерки могат да се предприемат при същите условия както при Член 6 и включват временни мерки като „подробен опис, със или без вземане на мостри, или физическото конфискуване“ не само на стоките, обект на нарушението (като твърди дискове), но също материали, използвани за производството и разпространението (напр. Френското saisie-contrefaçon). Такива мерки могат да се предприемат „без да е била изслушана другата страна, по-специално когато всяко забавяне има вероятност да причини непоправими вреди на правоносителя или когато има очевиден риск от унищожаване на доказателства“).. Това са временни, ex parte (от името на) и in personam (срещу конкретно лице) заповеди, известни в Английската и Ирландската юрисдикции като заповеди на Anton Pillar и във Франция като saisie-contrefaçons.

## Привременни и предпазни мерки
По искане на заявителя, съдебните органи могат да издадат привременна заповед, за да предотвратят „непосредствено/неминуемо нарушение“ на права върху интелектуална собственост или да предотвратят продължаващо нарушение. В последния случай, заповедта може да бъде последвана от периодично плащане на глоба или внасяне на гаранция с цел да се компенсира правоносителя (параграф а ). Заповед може да се постанови при същите условия срещу посредник, но те са обхванати в Член 8(2) на Директивата за информационното общество и по принцип са предмет на националното законодателство.
Освен обикновените заповеди от предишния параграф, съществуват и т.нар. заповеди Mareva в Член 9(2). В общото право това са заповеди ex parte и in personam, използвани за блокиране на активи (включително банкови сметки), с цел предотвратяване на злоупотреби с процеса. Те могат да бъдат постановени като международни заповеди, предотвратяващи разпространението в световен мащаб. В този случай, тяхната ефективност зависи от техния in personam характер, и като страна, за която е установено, че е виновна за разпореждане с активи, ще бъде призната в незачитане на съда. Като заповедите на Anton Pillar – приложението им е ограничено главно в Обединеното кралство.
Член 9(2) предвижда, че в случай на нарушение, извършено в търговски мащаб, съдебните органи могат да постановят предохранително конфискуване на „движимо и недвижимо имущество“, което включва блокиране на банковите сметки и други активи. Това може да бъде направено, ако заявителят докаже, че възстановяването на щетите вероятно ще бъде застрашено. По-нататък могат да бъдат съобщавани и документи, свързани с банкови и финансови трансакции.

## Примери за дела, в които са приложени разпоредбите на Директивата
Делото през 2007 г. на Princo Corporation, Ltd срещу Koninklijke Philips Electronics пред Съда на Генуа, Италия – холандската компания Philips, собственик на патенти върху технологията CD-R (Compact Disc – Recordable) изисква и получава заповед за предохранително конфискуване на цялото движимо и недвижимо имущество на (корпорацията) Princo, включително нейните банкови сметки, с оглед гарантиране възстановяването на дължимите обезщетения, които се очаква да бъдат присъдени в края на съдопроизводството. 
С решението по делото на Tommy Hilfiger Licensing LLC and others срещу Delta Center A.S. (2016) Съдът на ЕС надгражда практиката си по делото на L ´Oréal срещу eBay от 2011 (относно онлайн пазарите). ). По делото Tommy Hilfiger СЕС постановява, че съгласно третото изречение на Член 11 от Директивата, операторите на физически пазари, в случая Prague Market Halls, които пренаемат терени на пазарни търговци (посредници) могат да бъдат принудени да преустановят сключването на договори с търговци, продаващи фалшиви стоки, за да избегнат нарушения на правата за интелектуална собственост от тези търговци. Съображенията са идентични на тези относно забраните, които могат да бъдат налагани на посредниците на електронен пазар, посочени от Съда в решение от 12 юли 2011 г., L ´Oréal и др.